# 盖瑞·山德林
盖瑞·伊曼纽尔·山德林（英語：Garry Emmanuel Shandling，1949年11月29日—2016年3月24日）是一位美國的脫口秀演員，同時也是電視及電影演員、作家、主持人及製片。他最著名的表演是在電視脫口秀節目《It's Garry Shandling's Show》和《The Larry Sanders Show》，2016年3月24日因心脏病去世，享年66岁。